# Albert Fasbender
Albert Louis Emile Fasbender (Neufchâteau, 19 augustus 1897 - 17 juli 1983) was een Belgisch volksvertegenwoordiger.

## Levensloop
Fasbender promoveerde tot doctor in de rechten aan de Universiteit Luik, waar hij een van de leiders was van de katholieke studenten. Hij vestigde zich als advocaat in Luik.
Hij was lid van de ACJB, een vereniging van katholieke studenten, en werd hoofdredacteur van Vaillant (1921-1924). Samen met Charles d'Ydewalle stichtte hij de Cahiers de la Jeunesse Catholique. Hij werd ook directeur van de Cahiers Mosans.
Hij was een groot bewonderaar van Charles Maurras. Hij was tegenstander van de christendemocraten van het ACW.
In 1936 werd hij verkozen tot Rex-volksvertegenwoordiger voor het arrondissement Neufchâteau en behield dit mandaat tot in 1939. Na korte tijd was hij in hevig conflict gekomen met Léon Degrelle en zetelde als onafhankelijke.

## Publicatie
- Quand les Flamands jouent la passion